# کلودلف مس
کلودلف مقدس (کلودولف یا کلودولت) (۶۰۵ – ۸ ژوئن ۶۹۶ یا ۶۹۷، به‌دیگر گفته‌ها ۸ مه ۶۹۷) تقریباً از ۶۵۷ تا ۶۹۷ اسقف متس بود.
کلودلف پسر آرنولف، اسقف مس، و برادر آنسگیزل، شهردار کاخ اوسترازیا بود.
پیش از انتصاب وی، او با زنی ناشناس ازدواج‌کرد و صاحب فرزندی به‌نام آرنولف شد.
در سال ۶۵۷، او سومین جانشین پدرش، «علی‌رغم سابقهٔ بی‌تقوایی و بی‌ایمانی در جوانی»، اسقف متس شد. او برای ۴۰ سال عهده‌دار این عنوان بود. در طی این دوران، او به‌طور فراوانی کلیسای جامع استفان مقدس را تزئین‌نمود. او همچنین با گرترود نیول مقدس، خواهر بگا، خانم برادرش در ارتباط نزدیکی بود.
او در متس درگذشت و در کلیسای آرنولف مقدس به‌خاک سپرده‌شد. او در نیول به‌خصوص به‌دلیل ارتباطش با گرترود مقدس، با عنوان کلوی مقدس محترم شمرده می‌شود. روز جشن وی ۸ ژوئن است.